# Буника
Буника (лат. Hyoscyamus niger) је отровна, психоактивна и лековита зељаста биљка која спада у породицу помоћница (лат. Solanaceae). У овој породици налазе се и многе друге отровне биљке које садрже алкалоидне тропанске структуре. Буника је у народу позната и под називима као што су: балан, балам, буница, црна буника, зубна трава, трава од зуба, свирњак, свилајац.

## Распрострањеност
Представља врсту која се најчешће може наћи на Медитерану и областима западне Азије, али се местимично може наћи и у другим деловима Европе, Азије и Северне Африке.

## Изглед биљке
Буника је једногодишња или двогодишња зељаста биљка непријатног мириса. Цела биљка је вунасто длакава, сивозелена, лепљива. Корен је вретенаст, у горњем делу репасто задебљао. Стабљика је усправна до 100 cm висока, у горњем делу граната. Листови су наизменични, крупни, сивкастозелени, длакави, елиптични, на врху шиљати, перасто усечени на крупне шиљате режњеве. Листови при основи стабљике су на дршкама, у горњем делу су седећи и основом делимично обухватају стабљику. Цветови су хермафродитни, благо зигоморфни, седећи, на доњем делу стабљике у пазуху листова појединачни, на врху изданка су распоређени са једне стране, и образују класолику цваст. Чашица је цевасто звонаста, на врху са 5 крупних шиљатих режњева; разраста око плода и обавија га. Круница је широко левкаста од 5 неједнаких листића, споља длакава, прљавожута са љубичастим нервима. Прашника има 5. Плод је крушкаста чаура са поклопцем, затворена у чашицу са пет троугластих зубаца на врху, око 1,5 cm дугачка са много 500 ситних семена.Цвета од маја до септембра.
Расте на необрађеним пољима, уз путеве и ограде и на местима која су напуштена. Може достићи висину од 25 до 100 cm.